# Grand Prix Chantal Biya 2011
Der 11. Grand Prix Chantal Biya fand vom 29. September bis zum 2. Oktober 2011 in Kamerun statt. Das Radrennen wurde in einem Prolog und drei Etappen über eine Distanz von 485 Kilometern ausgetragen. Das Etappenrennen gehörte zur UCI Africa Tour 2012, war dort in die Kategorie 2.2 eingestuft und bildete zugleich den Auftakt der Radsportsaison 2011/2012 in Afrika.
Der Kameruner Yves Ngue Ngock sicherte sich den Gesamtsieg mit fast zwei Minuten Vorsprung auf den Slowaken Marek Čanecký. Sébastien Reichenbach aus der Schweiz komplettierte als Dritter das Podest.

## Teilnehmende Teams
Am Start standen unter anderem eine slowakische und eine ivorische Nationalmannschaft sowie die kamerunischen Radsportvereine SNH, Cyclosport und Douala Velo Club.

## Etappen
| Etappe | Tag           | Start–Ziel           | km  | Typ              | Etappensieger    | Gesamtführender |
| ------ | ------------- | -------------------- | --- | ---------------- | ---------------- | --------------- |
| Prolog | 29. September | Yaoundé              |     | Einzelzeitfahren | Raphaël Addy     | Raphaël Addy    |
| 1.     | 30. September | Yaoundé – Ebolowa    | 157 |                  | Yves Ngue Ngock  | Yves Ngue Ngock |
| 2.     | 1. Oktober    | Zoétélé – Meyomesala | 130 |                  | Marek Canecky    | Yves Ngue Ngock |
| 3.     | 2. Oktober    | Sangmélima – Yaoundé | 168 |                  | Jonathan Fumeaux | Yves Ngue Ngock |